# تقنية أم أو أس 8502

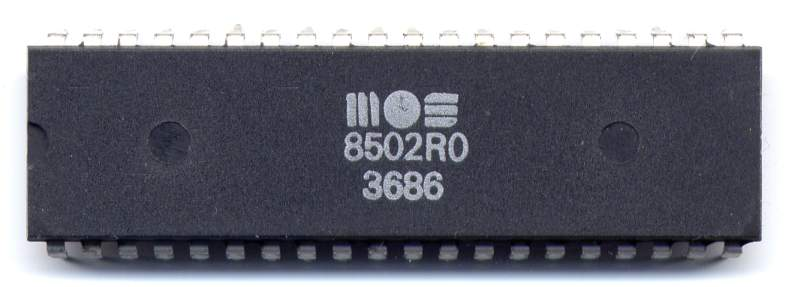
معالج أم أو أس 8502

تقنية أم أو أس 8502 هي معالجات 8--بت صممتها تقنيات أم أو أس وأستخدمت في كوموندو 128. وأستنادا على أم أو أس 6510 التي أستخدمت في كوموندو 64، أضاف 8502 قابلية تشغيل معدل مزدوج (2.048 ميجاهيرتز) من الدورات (double (2.048 MHz) clock rate)، زيادة على المعدل الأساسي 1.024 ميجاهيرتز المستخدم في كوموندو 64.
منذ الـ 40-عامود وحدة معالجة الرسوميات لVIC-II لم تتمكن من «سرقة» دورات معينة عند عمل وحدة المعالجة المركزي بسرعة مزدوجة، كان عرض الفديو في وضع سريع متوفر فقط في الـ80-عامود VDC (بخلاف الـ VIC، والتي تتشارك في الذاكرة مع وحدة المعالجة المركزية، يمتلك الـ VDC كرت مخصص للفديو مع ذاكرة وصول عشوائية (RAM) في C128). بعض البرامج الـ40-عامود توقف عمل الشاشة عن القيام بحسابات كثيفة في وحدة المعالجة المركزية للاستفادة من السرعة الضافية بعد إيقاف المرخرجات المرئية. ويتم توفير 35% من السرعة مع الاستمرار في عرض الـ 40-عامود، عنطريق تبديل 2 MHz فقط عندما يرسم الـ VIC-II الحدود العامودية للشاشة، وبما أنة لا يتم أستخدم ذاكرة الوصول العشوائية من قبل الـ VICعند الرسم.
الدبابيت الخارجية (pinout) مختلف قليلا عن 6510. 8502 يحتوي على دبابيس مدخلات/مخرجات (منفذ المدخلات/نخرجات المدمجة مخطط للعنوان 0 و1 تم تمديدها 6 حتى 7 بت) ويفتقر إلى ϕ2-دبوس والتي يحتوي عليها 6510.

ترتيب دبابيس 8502 (40-Pin DIP)

في 2007، أطلقت شركة اتش بي HP 35s، وهي آلة حاسبة تستخدم معالج Sunplus تقنية 8502. هذا المعالج ليس لة علاقة بـ MOS8502.